# Der fallende Stern
Der fallende Stern ist ein deutsches Kinofilmdrama aus dem Jahre 1950 von Harald Braun mit Werner Krauß, Dieter Borsche und der Leinwand-Debütantin Maria Wimmer in den Hauptrollen.

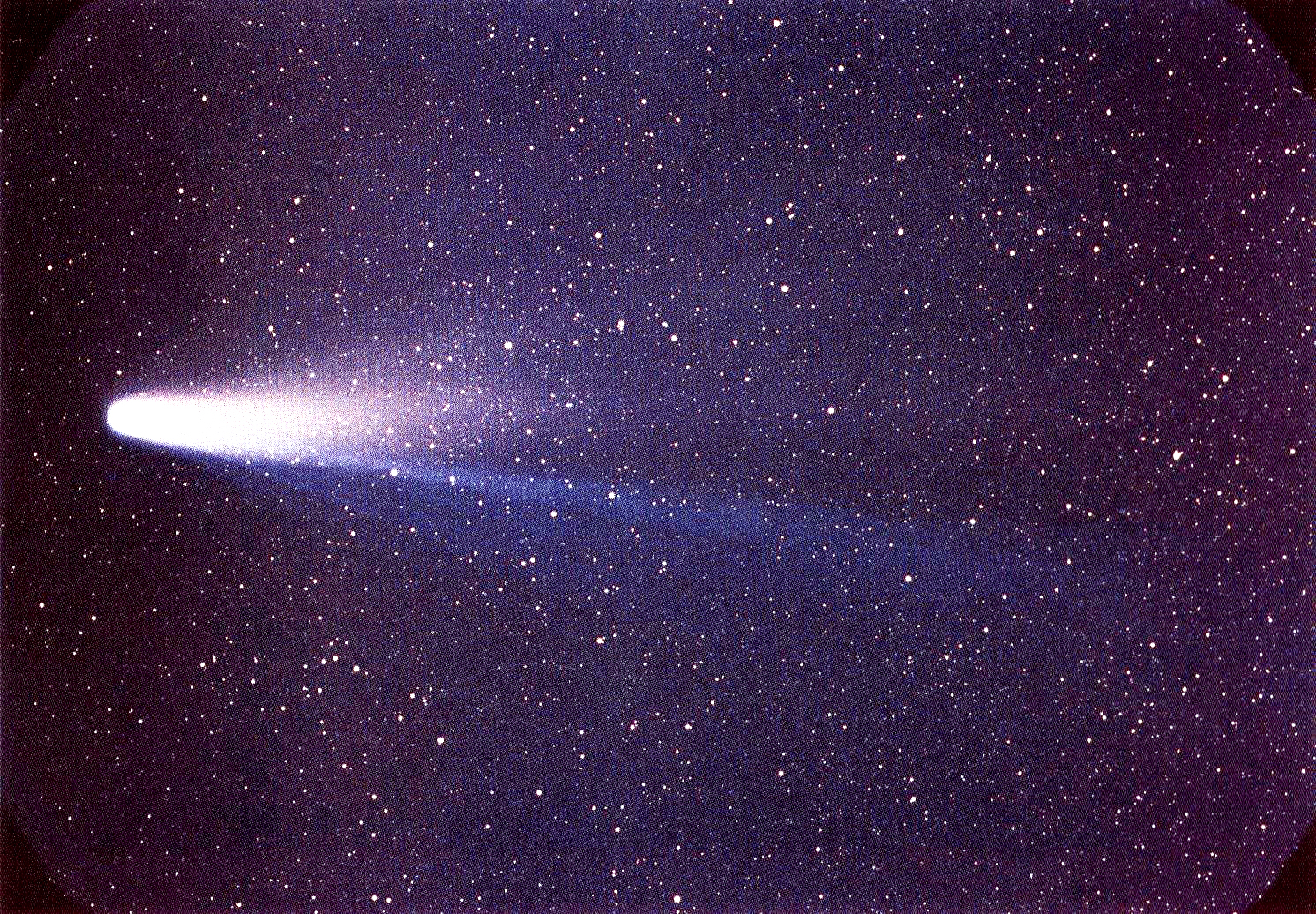
Spielt im Film die Schlüsselrolle: „Der fallende Stern“ Halleyscher Komet

## Handlung
Der fallende Stern, das ist der Halleysche Komet, der im Jahre 1910 bei dem kleinen Mädchen Elisabeth Hollreiser zum traumatischen Ereignis wurde. Sie glaubt fest daran, dass es einen kausalen Zusammenhang zwischen dem Naturereignis und dem Zerbrechen ihrer Familie und ihrem gesamten späteren Unglück geben muss. Kurz nach dem Zweiten Weltkrieg arbeitet sie als Sozialarbeiterin in einem Lager für Vertriebene aus den Ostgebieten. Tagtäglich wird die erwachsene Elisabeth Hollreiser dort mit dem sozialen und menschlichen Elend der Heimat- und Obdachlosen konfrontiert, was sie ziemlich unberührt zurücklässt. Selbst für die seelische Not der jungen Flüchtlingsfrau Alma zeigt Elisabeth kein Mitgefühl. Ihre Depressionen nehmen im Laufe der Zeit ebenso zu wie ihre Verbitterung über das in ihren Augen vermurkste, eigene Leben. 
Eines Tages treffen zwei seltsame männliche Gestalten ein, die fortan ihr Dasein auf den Kopf stellen. Sie heißen Lucius und Lemura und sind angeblich ein Lokführer und ein Kantinenpächter. In Wahrheit aber verkörpern sie das Gute und das Böse, den Engel und den Teufel, und konfrontieren nunmehr Elisabeth mit sich selbst. Beide ergänzen einander wie Yin und Yang und erreichen es, dass sich Elisabeth endlich ihren traumatischen Kindheitsängsten stellt. Luzifer Lemura symbolisiert das Vergangene, die schreckliche Erinnerung, die Elisabeth seit vier Jahrzehnten im Würgegriff hält, und mit dem Auftauchen des Halleyschen Kometen eine immerwährende Bedrohung schuf, die lediglich für eine aufgestaute Lebensangst steht. Lucius hingegen weiß endlich diese Ängste aufzubrechen, und die Bibel und der feste christliche Glaube an einen Gott helfen ihm dabei. Lucius gelingt es zuerst immerhin, Elisabeth Hollreiser aus ihrer inneren Verhärtung zu lösen: Im entscheidenden Moment rettet die Sozialhelferin Alma vor einem geplanten Selbstmord. Ob Elisabeths Metamorphose fort von der Depression und hin zum Leben tatsächlich gelingt, lässt der Film offen, eine einfache Lösung ist jedenfalls nicht in Sicht.

## Produktionsnotizen und Auszeichnungen
Der fallende Stern entstand zwischen dem 7. August und dem 2. Oktober 1950 für knapp 900.000 D-Mark in den Auffanglagern Allach, Ludwigsfeld und Dachau sowie in den Filmstudios von München-Geiselgasteig und wurde am 19. Dezember 1950 in dem Weltspiele-Kino von Hannover uraufgeführt. Die (West-)Berliner Premiere fand am 27. April 1951 statt. 
Produzent Jacob Geis übernahm auch die Produktionsleitung. Hans Sohnle und Fritz Lück zeichneten für die Filmbauten verantwortlich.
Der fallende Stern erhielt als erster Film eine Bundesbürgschaft.
Bernhard Wicki spielte hier seine erste reguläre Filmrolle.
Der Film ist nach Nachtwache bereits die zweite Produktion Harald Brauns, die sich tiefgehend mit existenziellen Glaubensfragen beschäftigte, und wie bei Nachtwache überließ Braun auch in diesem religiösen Stoff Dieter Borsche eine Hauptrolle.
Der Film erhielt folgende Prädikate:
- Künstlerisch hochstehend (Bundesland Nordrhein-Westfalen)
- Künstlerisch wertvoll (Bundesland Rheinland-Pfalz)
- Der fallende Stern nahm im April 1951 an den IV. Internationalen Filmfestspielen von Cannes teil.

## Kritiken
Der Spiegel befand in seiner Ausgabe vom 20. Dezember 1950:

„Den Ausgang läßt Braun offen. Die Partie zwischen Gut und Böse wird bei Remis abgebrochen. Die Bedrohung dauert an. Der Christ Harald Braun sieht Gott nicht gütig und verzeihend, sondern fast alttestamentarisch ‚fern, furchtbar und unmenschlich‘. Maria Wimmer schauspielerte sich bei ihrer ersten Filmchance so intensiv in die Rolle der tückisch-hysterischen Rittmeistersgattin Hollreiser hinein, daß die ersten Betrachter des Films die Regung verspürten: ‚Ich möchte sie mal verhauen.‘“

Im Lexikon des Internationalen Films heißt es:

„Ein Kindheitstrauma (das Erlebnis der Kometennacht von 1910) läßt eine Sozialarbeiterin, die nach dem Zweiten Weltkrieg ein Obdachlosenlager leitet, in Lebensangst und selbstsüchtiger Härte erstarren. Erschütterungen und die christliche Botschaft bekehren sie jedoch zur Menschlichkeit und Hilfsbereitschaft. Ein unkonventioneller, etwas versponnener Film mit eigenwilligen symbolhaften Traumsequenzen.“